# Hisato Satō
Hisato Satō (佐藤 寿人, Satō Hisato), né le 12 mars 1982 à Kasukabe dans la préfecture de Saitama au Japon, est un footballeur japonais. Il évoluait au poste d'attaquant. Joueur emblématique du Sanfrecce Hiroshima, il porte également les couleurs de l'équipe nationale du Japon de 2006 à 2010.
Il possède un frère jumeau qui est lui aussi footballeur, il se prénomme Yuto Satō.

## Biographie

### En sélection
Hisato Satō honore sa première sélection avec l'équipe nationale du Japon le 11 février 2006, à l'occasion d'un match amical contre les États-Unis. Il entre en jeu à la place de Yasuhito Endō lors de ce match perdu par son équipe par trois buts à deux.

## Palmarès
| - Cerezo Osaka - Championnat du Japon de deuxième division - Finaliste : 2002. |  | - Sanfrecce Hiroshima - Championnat du Japon - Vainqueur : 2012, 2013 et 2015 - Championnat du Japon de deuxième division - Vainqueur : 2008. - Supercoupe du Japon - Vainqueur : 2008,2013,2014 |

## Statistiques
| Saison                | Club                      | Championnat           | Championnat | Championnat | Coupe nationale | Coupe nationale | Coupe de la Ligue | Coupe de la Ligue | Supercoupe | Supercoupe | Compétition(s) continentale(s) | Compétition(s) continentale(s) | Compétition(s) continentale(s) | Coupe du monde des clubs de la FIFA | Coupe du monde des clubs de la FIFA | Sélection     | Sélection | Sélection | Total | Total |
| Saison                | Club                      | Division              | M.          | B.          | M.              | B.              | M.                | B.                | M.         | B.         | Comp.                          | M.                             | B.                             | M.                                  | B.                                  | Équipe        | M.        | B.        | M.    | B.    |
| 2000                  | JEF United Ichihara Chiba | 1                     | 8           | 0           | -               | -               | -                 | -                 | -          | -          | -                              | -                              | -                              | -                                   | -                                   | -             | -         | -         | 8     | 0     |
| 2001                  | JEF United Ichihara Chiba | 1                     | 14          | 2           | -               | -               | -                 | -                 | -          | -          | -                              | -                              | -                              | -                                   | -                                   | Japon -20 ans | 2         | 0         | 16    | 2     |
| 2002                  | Cerezo Osaka (prêt)       | 2                     | 13          | 2           | -               | -               | -                 | -                 | -          | -          | -                              | -                              | -                              | -                                   | -                                   | -             | -         | -         | 13    | 2     |
| 2003                  | Vegalta Sendai            | 1                     | 30          | 9           | -               | -               | -                 | -                 | -          | -          | -                              | -                              | -                              | -                                   | -                                   | -             | -         | -         | 30    | 9     |
| 2004                  | Vegalta Sendai            | 2                     | 44          | 20          | -               | -               | -                 | -                 | -          | -          | -                              | -                              | -                              | -                                   | -                                   | -             | -         | -         | 44    | 20    |
| 2005                  | Sanfrecce Hiroshima       | 1                     | 32          | 18          | -               | -               | -                 | -                 | -          | -          | -                              | -                              | -                              | -                                   | -                                   | -             | -         | -         | 32    | 18    |
| 2006                  | Sanfrecce Hiroshima       | 1                     | 33          | 18          | -               | -               | 6                 | 1                 | -          | -          | -                              | -                              | -                              | -                                   | -                                   | Japon         | 12        | 3         | 51    | 22    |
| 2007                  | Sanfrecce Hiroshima       | 1                     | 34          | 12          | -               | -               | -                 | -                 | -          | -          | -                              | -                              | -                              | -                                   | -                                   | Japon         | 7         | 0         | 41    | 12    |
| 2008                  | Sanfrecce Hiroshima       | 2                     | 40          | 28          | -               | -               | -                 | -                 | 1          | 1          | -                              | -                              | -                              | -                                   | -                                   | Japon         | 6         | 0         | 47    | 29    |
| 2009                  | Sanfrecce Hiroshima       | 1                     | 34          | 15          | -               | -               | 5                 | 5                 | -          | -          | -                              | -                              | -                              | -                                   | -                                   | Japon         | 3         | 1         | 42    | 21    |
| 2010                  | Sanfrecce Hiroshima       | 1                     | 27          | 10          | -               | -               | 2                 | 1                 | -          | -          | C1                             | 6                              | 1                              | -                                   | -                                   | Japon         | 3         | 0         | 38    | 12    |
| 2011                  | Sanfrecce Hiroshima       | 1                     | 33          | 11          | 2               | 2               | 2                 | 1                 | -          | -          | -                              | -                              | -                              | -                                   | -                                   | -             | -         | -         | 37    | 14    |
| 2012                  | Sanfrecce Hiroshima       | 1                     | 34          | 22          | 1               | 1               | 6                 | 3                 | -          | -          | -                              | -                              | -                              | 3                                   | 3                                   | -             | -         | -         | 44    | 29    |
| 2013                  | Sanfrecce Hiroshima       | 1                     | 33          | 17          | 2               | 1               | -                 | -                 | -          | -          | -                              | -                              | -                              | -                                   | -                                   | -             | -         | -         | 35    | 18    |
| Total sur la carrière | Total sur la carrière     | Total sur la carrière | 376         | 167         | 3               | 3               | 21                | 11                | 1          | 1          | -                              | 6                              | 1                              | 3                                   | 3                                   | -             | 33        | 4         | 443   | 190   |